# San Miguel de Corneja
San Miguel de Corneja község Spanyolországban, Ávila tartományban.  Lakosainak száma 70 fő (2024).

## Népesség
A település népessége az utóbbi években az alábbiak szerint változott:
| Lakosok száma | 102  | 102  | 94   | 82   | 79   | 64   | 57   | 57   | 53   | 70   |
|               | 2001 | 2004 | 2006 | 2009 | 2011 | 2014 | 2016 | 2019 | 2021 | 2024 |